# Dekanat dobrski
Dekanat dobrski – jeden z 33 dekanatów rzymskokatolickiej diecezji włocławskiej.
W skład dekanatu wchodzą następujące parafie:
- parafia Narodzenia NMP w Dobrej
- parafia Świętych Apostołów Piotra i Pawła w Boleszczynie
- parafia św. Macieja Apostoła w Głuchowie
- parafia Siedmiu Boleści NMP w Kowalach Pańskich
- parafia św. Mikołaja Biskupa w Miłkowicach
- parafia Nawiedzenia NMP w Psarach
- parafia św. Marka Ewangelisty w Siedlątkowie
- parafia Świętej Trójcy w Skęczniewie
- parafia św. Andrzeja Apostoła w Tokarach Pierwszych

Dziekan dekanatu dobrskiego
- ks. kan. Wojciech Marciszewski – proboszcz parafii Dobra

Wicedziekan
- ks. kan. Roman Kowszewicz – proboszcz parafii Kowale Pańskie